# Liste der Monuments historiques in Humbécourt
Die Liste der Monuments historiques in Humbécourt führt die Monuments historiques in der französischen Gemeinde Humbécourt auf.

## Liste der Immobilien
| Bezeichnung      | Beschreibung                             | Standort               | Kennzeichnung | Schutzstatus | Datum | Bild           |
| ---------------- | ---------------------------------------- | ---------------------- | ------------- | ------------ | ----- | -------------- |
| Kirche St-Martin | Chorraum und Querschiff, 15. Jahrhundert | Rue de l’Église (Lage) | PA00079074    | Inscrit      | 1925  | weitere Bilder |

## Liste der Objekte
| Bezeichnung | Beschreibung           | Standort                       | Kennzeichnung | Schutzstatus | Datum | Bild |
| ----------- | ---------------------- | ------------------------------ | ------------- | ------------ | ----- | ---- |
| Taufbecken  | Stein, 17. Jahrhundert | in der Kirche St-Martin (Lage) | PM52000546    | Classé       | 1965  |      |